# Erioptera (Erioptera) angolana
Erioptera (Erioptera) angolana is een tweevleugelige uit de familie steltmuggen (Limoniidae). De soort komt voor in het Afrotropisch gebied.